# Správní obvod obce s rozšířenou působností Holice
Správní obvod obce s rozšířenou působností Holice je od 1. ledna 2003 jedním ze tří správních obvodů rozšířené působnosti obcí v okrese Pardubice v Pardubickém kraji. Čítá 14 obcí.
Město Holice je zároveň obcí s pověřeným obecním úřadem, přičemž oba správní obvody jsou územně totožné.

## Seznam obcí
Poznámka: Města jsou vyznačena tučně.
- Býšť
- Dolní Roveň
- Dolní Ředice
- Holice
- Horní Jelení
- Horní Ředice
- Chvojenec
- Jaroslav
- Ostřetín
- Poběžovice u Holic
- Trusnov
- Uhersko
- Veliny
- Vysoké Chvojno

## Obyvatelstvo
| Rok  | Obyv.  | ± %    |
| ---- | ------ | ------ |
| 1869 | 17 284 | —      |
| 1880 | 18 558 | +7,4 % |
| 1890 | 18 868 | +1,7 % |
| 1900 | 18 794 | −0,4 % |
| 1910 | 19 835 | +5,5 % |

| Rok  | Obyv.  | ± %     |
| ---- | ------ | ------- |
| 1921 | 19 772 | −0,3 %  |
| 1930 | 20 280 | +2,6 %  |
| 1950 | 16 915 | −16,6 % |
| 1961 | 17 478 | +3,3 %  |
| 1970 | 16 510 | −5,5 %  |

| Rok  | Obyv.  | ± %    |
| ---- | ------ | ------ |
| 1980 | 16 239 | −1,6 % |
| 1991 | 15 444 | −4,9 % |
| 2001 | 15 480 | +0,2 % |
| 2011 | 17 190 | +11 %  |
| 2021 | 18 006 | +4,7 % |